# 北越急行HK100形電車
北越急行HK100形電車（ほくえつきゅうこうHK100がたでんしゃ）は北越急行の所有する電車である。

## 概要
ほくほく線の普通電車用車両として開発され、同線の開業に合わせて1997年（平成9年）3月22日に営業運転を開始した。
全車が新潟鐵工所および同社の事業を引き継いだ新潟トランシスで製造され、開業時に9両（うちイベント対応車2両）が導入された後、1999年（平成11年）4月に1両、2003年（平成15年）4月に2両が増備された。

## 構造
ここでは、落成当初の仕様について述べる。

### 車体
全長20.5m（車体長20.0m）全幅3.165mの普通鋼であり、側外板厚が1.6mm、屋根板厚は1.2mmであるが、前面は4.5mmの一般構造用鋼板を使用し、構体は軽量形鋼とプレス鋼板を組み合わせた軽量構造とし、
全車両の両端に運転席と貫通扉を設け、AW-5型空気笛が2個搭載され、貫通扉上左側にLED式の前頭表示器や、貫通扉上に前照灯が2灯、左右ワイパーの下部にLED式の尾灯がそれぞれ1灯ずつとし、ワンマン用サイドステンレス製ミラーや車外スピーカーや乗降口表示装置を設置した。
車体の外装は、白色をベースに濃紺と赤の帯とし、また、豪雪地帯での運用を考慮し、冬期は落雪による前面ガラス破損防止の観点から保護用金網（プロテクター）を装着しており、内側にはガラスが飛散しないようにガラス飛散防止用フィルムを貼り付けている。

### 車内
乗降扉は、車体両端2箇所に戸袋式自動片開きドアを設け、幅は1,000mmであり、ドア開閉時に開閉予告チャイムが鳴動し、ステップには凍結防止用のレールヒーターを設置し、車椅子スペースを4位側の乗降口付近に1箇所確保している。
また、乗降扉のかもい部に戸閉スイッチなどが一体となった戸閉装置を設置している。
床構造は、厚さ0.8mmキーストンプレイト張りで、その上にユニテックスや塩ビ樹脂系を貼っており、厚さは25mmである。
乗務員室は、新製時よりワンマン運転対応としたため、左側半室構造で低床運転台構造であり、運転台のモニター装置で、車両の主要機器の状態の確認や、制御機能で列車番号の設定で、行先表示器や前頭表示器、車内案内表示器など一括して設定する仕組みで、運転時刻表はモニター装置内に表示できるようになっており、仕切りは、上側は扉で下側に自動両替器付運賃箱を設置し、貫通路として使用する際は乗務員室を仕切ることができ、運転室横に整理券発行機やワンマン運転用の機器、デジタル式運賃表示器や車内案内表示器を配置している。
主幹制御器は、左手で操作するワンハンドルタイプであり、力行は5ノッチ、ブレーキは7ノッチ、非常ブレーキとした。
JR線乗り入れがあるため、B型・C型列車無線装置、防護無線やATS-P・やATS-SN（自動列車装置）、EB装置を装備している。
座席配置は、両端にロングシートで中央に固定クロスシートを配置した一般車（HK100-1 - 7・10）と、オール転換クロスシートのイベント対応車（HK100-8・9）に分かれる。
一般車の座席は上述の通り、座席定員の確保や乗客が車内でスムーズに移動ができるように、両端にロングシートで中央に8組の固定クロスシートを配置し、モケットは、ワインレッドを基調とした色合いを使用している。
ロングシートや固定クロスシートのシート下にシーズヒーターを取り付け、ロングシートの乗降口付近にはファンヒーターを取り付けている。
ロングシートの両端の上部仕切りには、風を防いだり、立席の乗客と区別をするために、強化ガラスを設置した。
車内照明はグローブ無しの蛍光灯が14灯設置されている。
側窓は、乗降口の前後間に固定窓が8窓あり、熱線吸収ブロンズガラスを用いた大型固定窓とすることで、車内遮光性と冷房効果の向上を図っている。
ほくほく線は全線を普通列車にて乗車してもその所要時間は1時間程度であること、1〜2両の短編成の運転であり通勤・通学時間帯の乗車スペースを確保するという理由から車内にトイレは設置されていないため、単線行き違い待ちの停車時間で駅のトイレを使用するときは運転士に申し出るよう案内している。

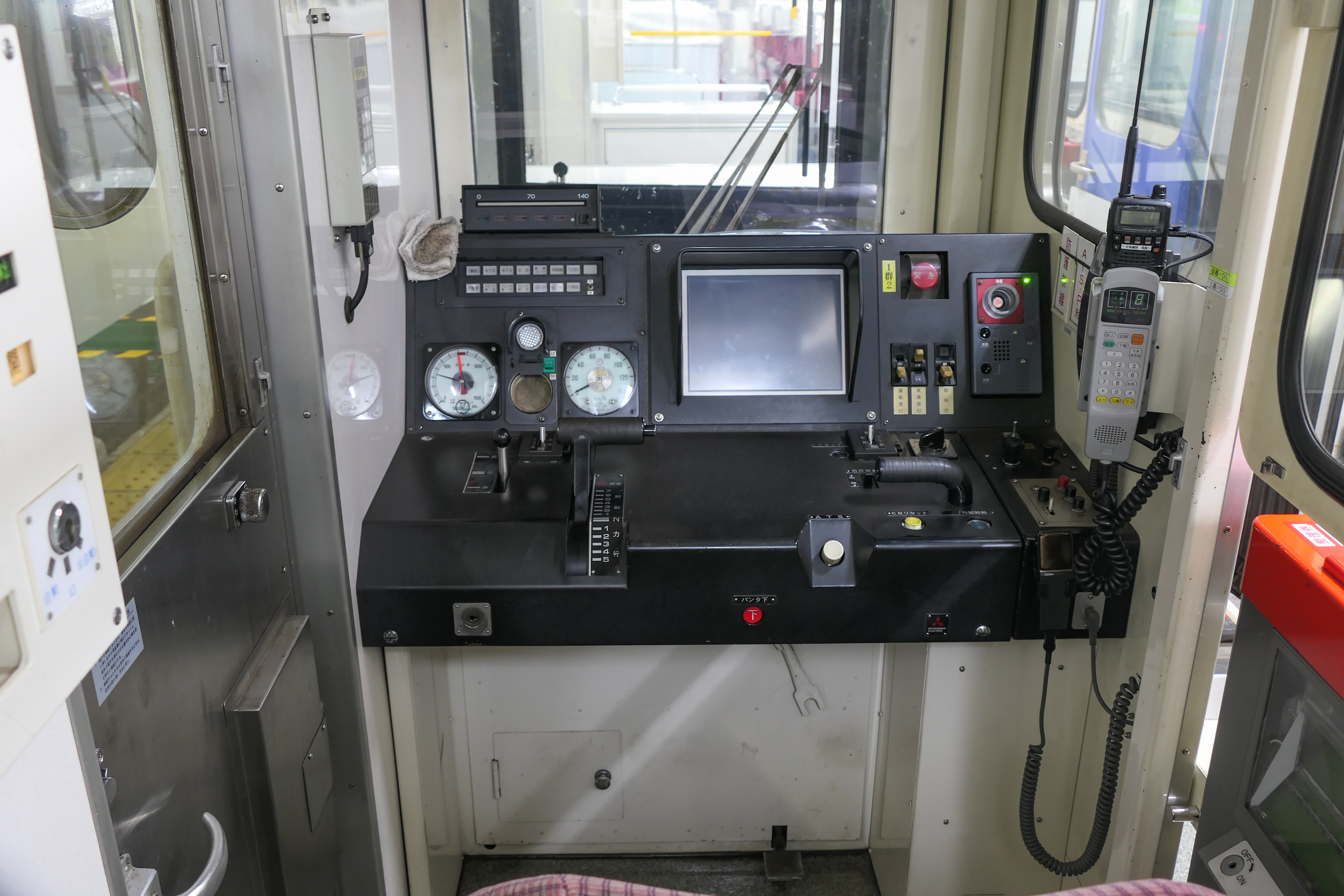
運転台
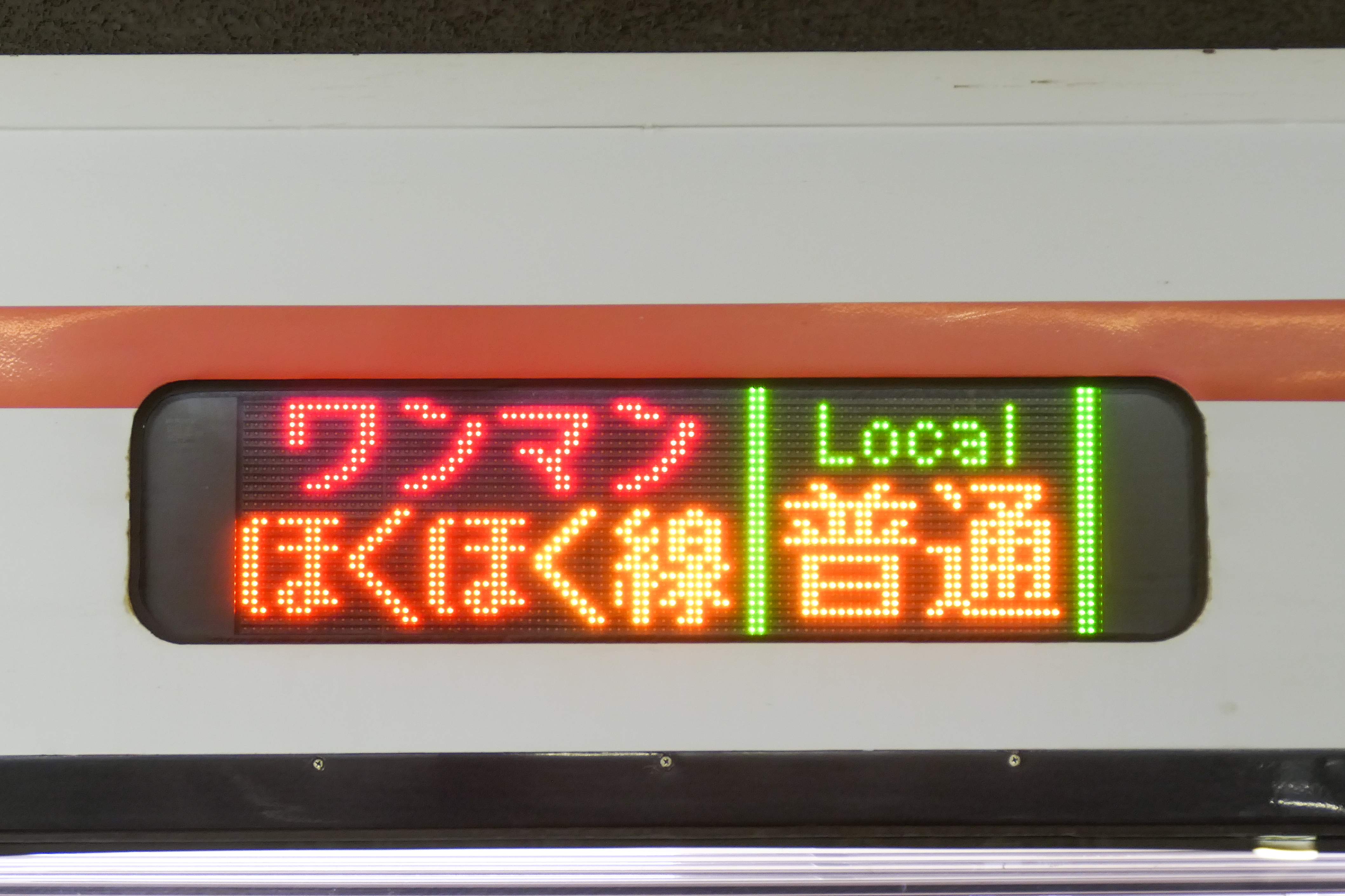
行先表示器
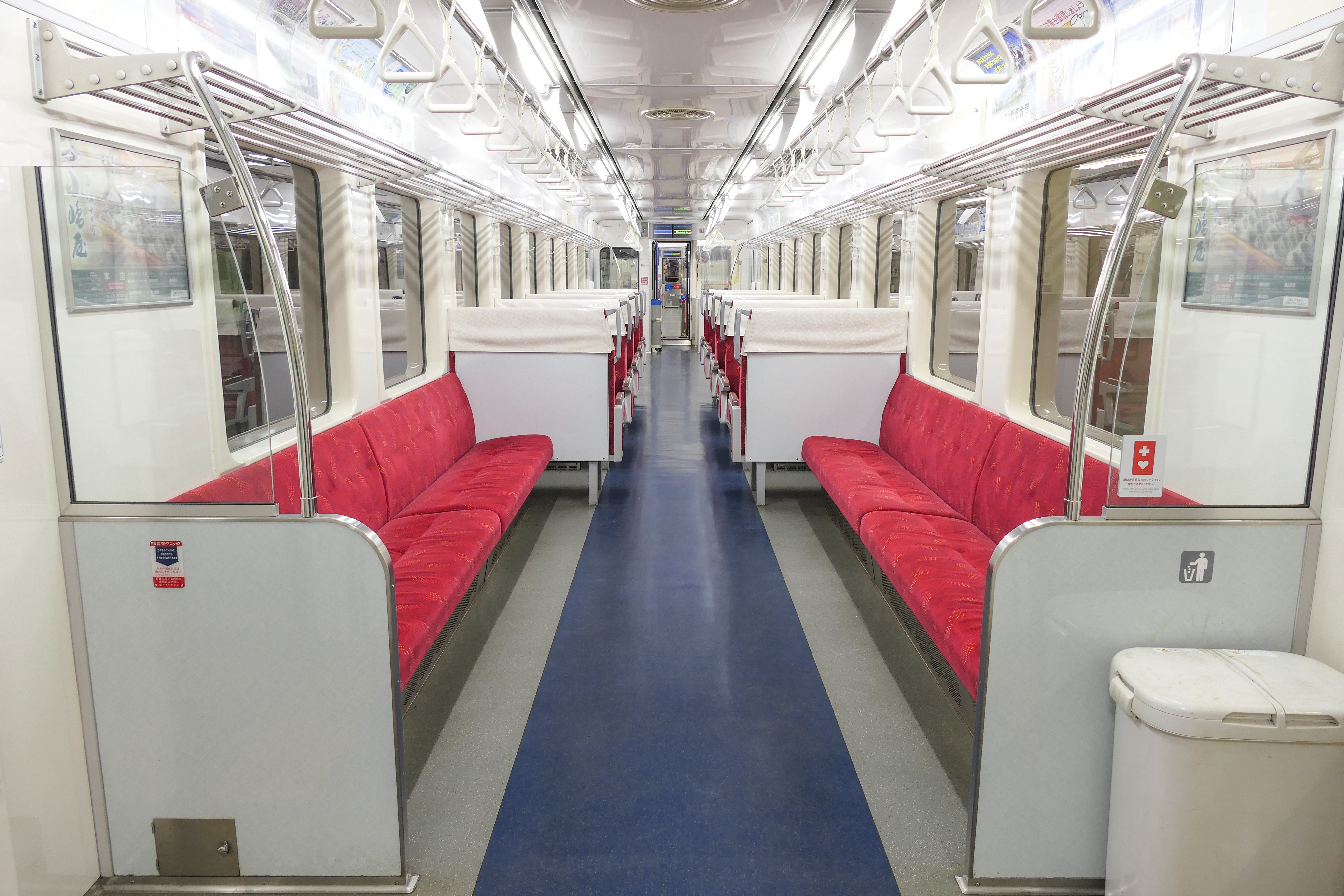
0番台車内
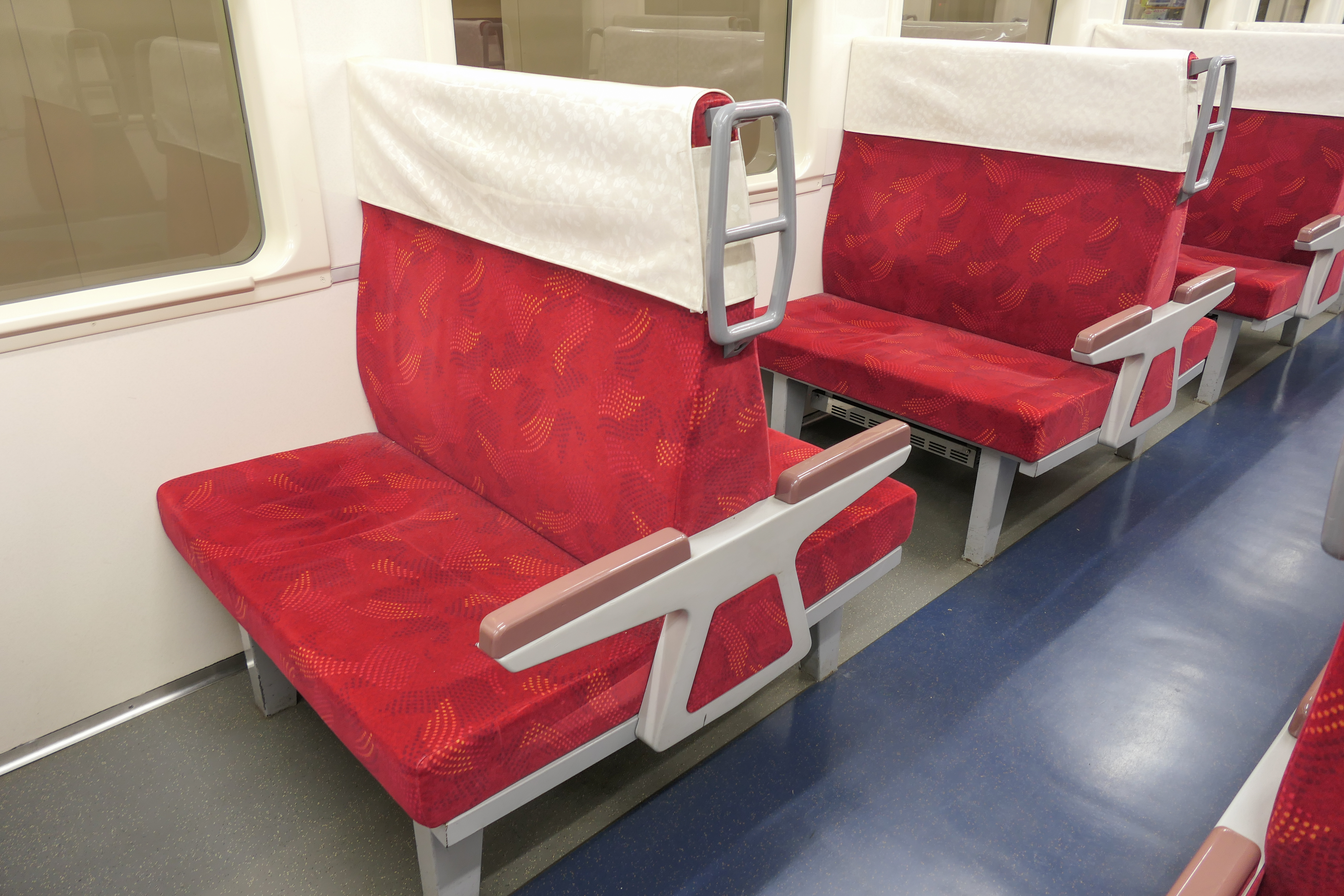
0番台クロスシート
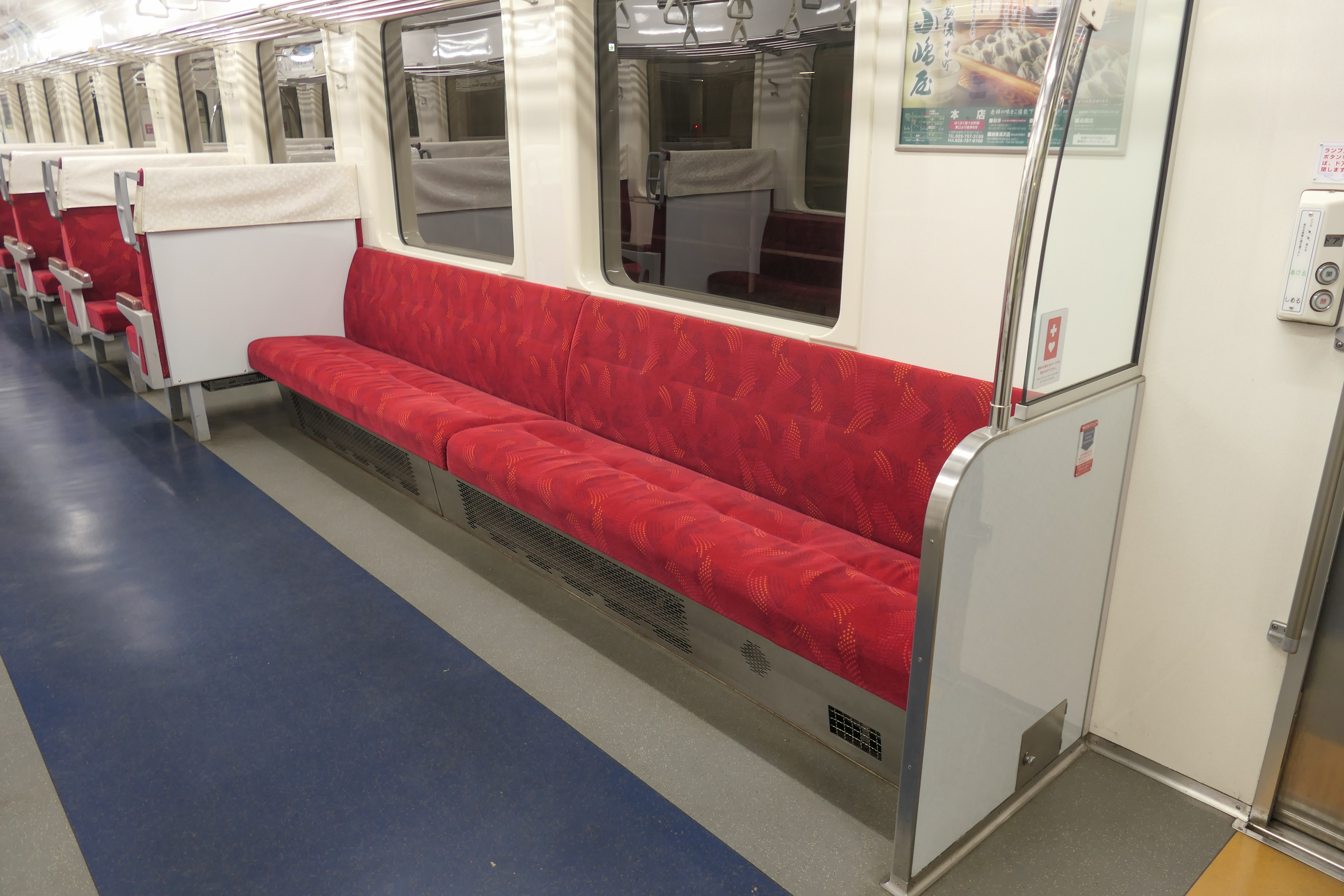
0番台ロングシート

### 主要機器
主電動機は、出力95kWのかご形三相誘導電動機を4台装架し、三菱電機 MB-5067-A形を搭載し、制御装置は三菱電機製、IGBT素子VVVFインバータ制御・MAP-104-15VD54を搭載し、耐雪構造である。
北陸新幹線開業前は最高速度160 km/h運転を実施する特急「はくたか」を阻害せず各駅に停車しながら待避駅や信号場まで逃げ切るダイヤが組まれていたため、起動加速度3.0 km/h/s、最高運転速度110 km/hの高い性能である。
補助電源装置は、出力40kVAの次冷式GTOサイリスタおよびIGBT素子式静止形インバータ (SIV) を搭載し、電動空気圧縮機 (CP) はC700ML形を搭載している。
パンタグラフは、六日町方に下枠交差式KP30形を搭載している。
台車は軸ばねに円錐ゴムを使用した軸ゴムウイングバネ方式のボルスタレス台車・HK62形を装備し、前後位の台車に排障器付き雪かき器を装着している。
車輪径は、一般の鉄道車両と同じ860mmとし、ブレーキ装置は踏面片押し方式である。

ブレーキシステムは回生・発電併用電気指令式空気ブレーキを使用し、常用ブレーキ・非常ブレーキ・保安ブレーキ・耐雪ブレーキの4系統があり、発電ブレーキ用抵抗器を屋根上に搭載する。

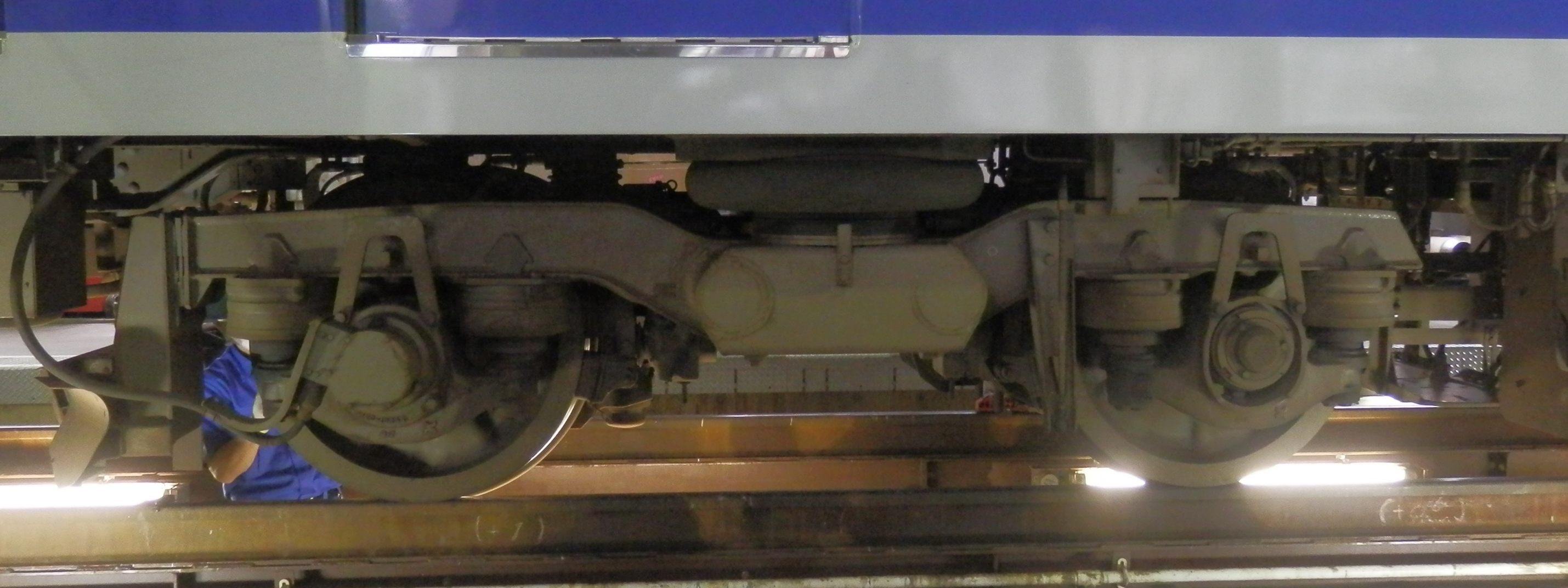
HK62系動力台車
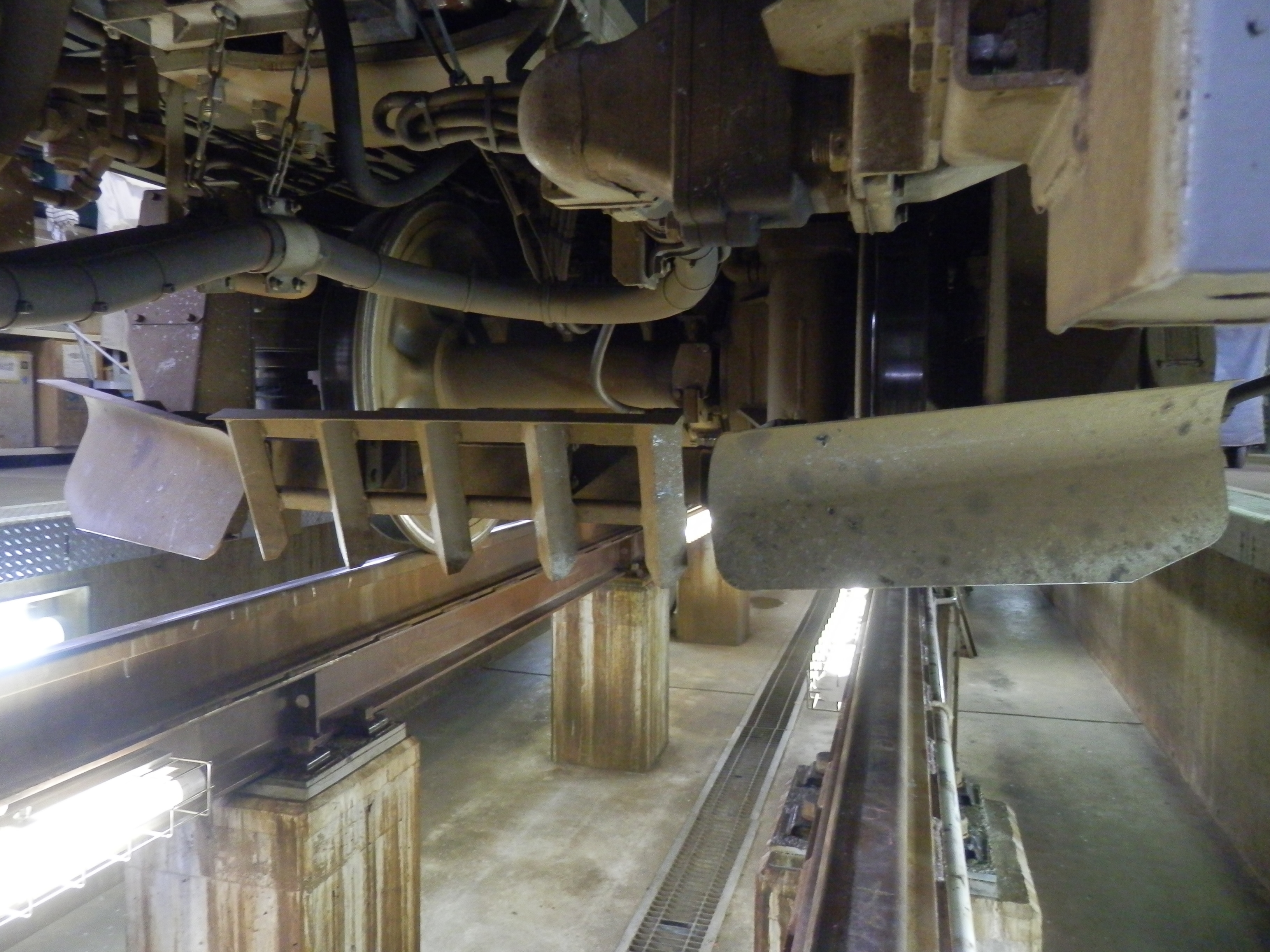
排障器

### 空調装置
冷房装置は、能力48.8 kW（42,000 kcal/h）のMAU720Aが1基搭載されており、天井の中央ダクトから、ラインフロー式の吹き出し口から室内に冷風を送出し、冷房を使用しない時は、換気用で外気を導入し、送風機を稼働させることが可能である。

## イベント対応車両・ラッピング車両

### 多目的車
- HK100-8・9

イベント対応車両で、ワンマン運転に対応しており、一般車との相違点は下記のとおりである。
- 乗降口と客室の間に仕切引戸や仕切ガラス、荷物台を兼ねた機器箱を設置し、仕切る構造とした[19][22]。
- 全席転換クロスシートで、腰掛モケットは青色を基調とし、一部腰掛ソデに灰皿を設置[19][22]。
- 室内内張パネルの変更や床敷物のツートン、側窓カーテンを設置[19][22]。
- 天井埋込式カバーの蛍光灯に変更し、壁灯を4箇所客室中央の側面に設置[19][22]。

### ほしぞら
- HK100-9

2002年（平成14年）8月にHK100-9が、プラネタリウム列車「ほしぞら」に改造された。
「ほしぞら」はトンネル内走行中に車内照明を消灯し星座の映像を天井に浮かび上がらせ上映する列車であり、このため常時照明の明るい一般車を連結し2両編成での運転がなされた。
「ほしぞら」が好評だったため、増備車として後述の100番台「ゆめぞら」が製造され、「ゆめぞら」導入後は車体塗装やマークはそのままだったが、映像サービスは中止され一般車と共通運用を組まれた。
2024年（令和6年）5月に一般車のHK100-4とHK100-10にほしぞら号の復刻塗装が施されており、内装は一般車から変更されておらず、外装だけの再現となっている。

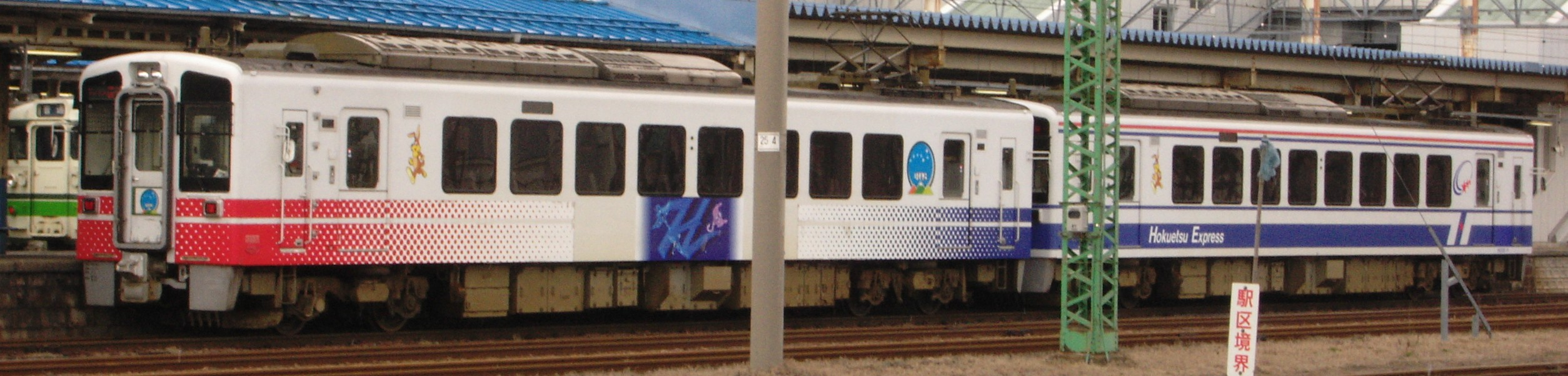
HK100-9「ほしぞら」（左）+0番台一般車（右）（2007年2月、直江津）
HK100-10 復刻塗装（2025年8月、直江津）

### ゆめぞら
- HK100-101・102

前述の「ほしぞら」が好評だったことから、より本格的な映像演出を目指した「ゆめぞら」への投入と輸送力増強の観点から2003年（平成15年）4月19日に増備された片運転台構造車であり、このため100番台に区分される。
0番台からの変更点は下記のとおりである。
- 座席は当初より転換クロスシートで車端部はロングシートとした[13]。
- 塗装は同社所有の681系電車と類似の、白ベースに赤帯3本と灰色の帯を配するものとした[2]。
- 「ゆめぞら」への充当のため、車内内装を暗めの間接照明とした[2]。
- パンタグラフの位置は0番台と合わせるために両車とも六日町方に搭載され、101は運転台上に、102は車端部上に設置されている[2][13]。

当初は土曜日・休日および多客期に「ゆめぞら」運用に就き、六日町方のHK100-101にDVD7台とプロジェクタ14台を使用した動画を、犀潟方のHK100-102にブラックライトとプロジェクタ6台を使用した動画をトンネル内で上映していたが、現在の「ゆめぞら」運用は日曜のみとなっているほか、「ゆめぞらII」の登場もあり、2両中1両のみが「ゆめぞら」となる運用が大半となっている。
- 従来の「ほしぞら」では星座の映像の上映のみが行われていたが、「ゆめぞら」では季節に応じて「星座編」「花火編」「天空編」「海中編」の上映が可能となり、2008年4月26日に5作目となる「宇宙編」を追加している。
- なお車端ロングシート部分の照明は上映の有無に関わらず常時点灯する。

片運転台で1両での運用は不可能であるため通常は固定編成を組むが、101・102のいずれかが検査などの際には0番台との2両編成を組むこともある。

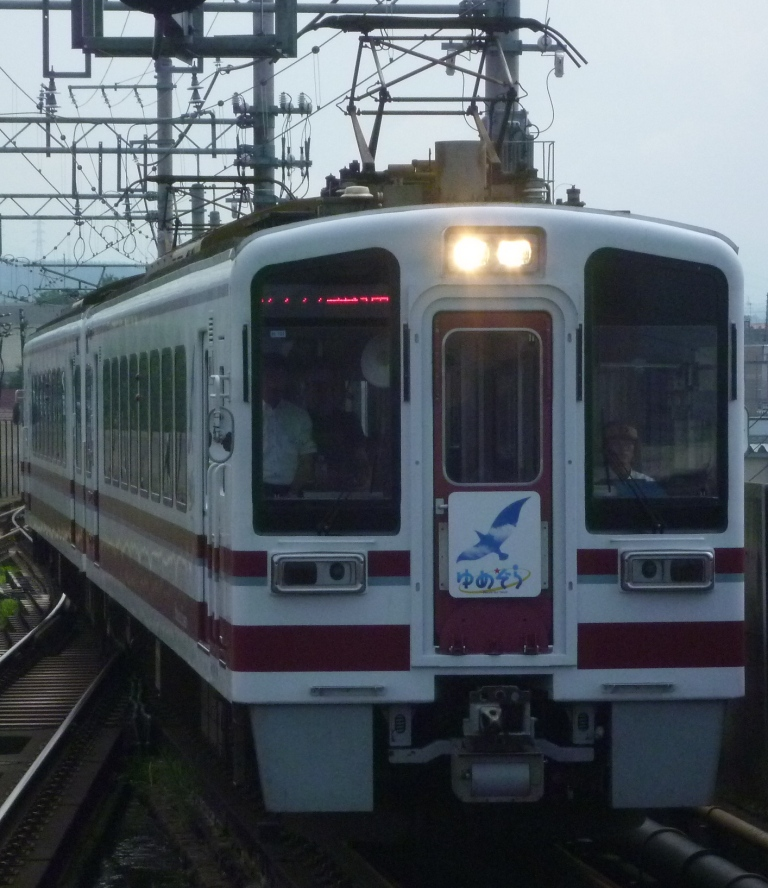
HK100形100番台「ゆめぞら」 （2014年8月、十日町）
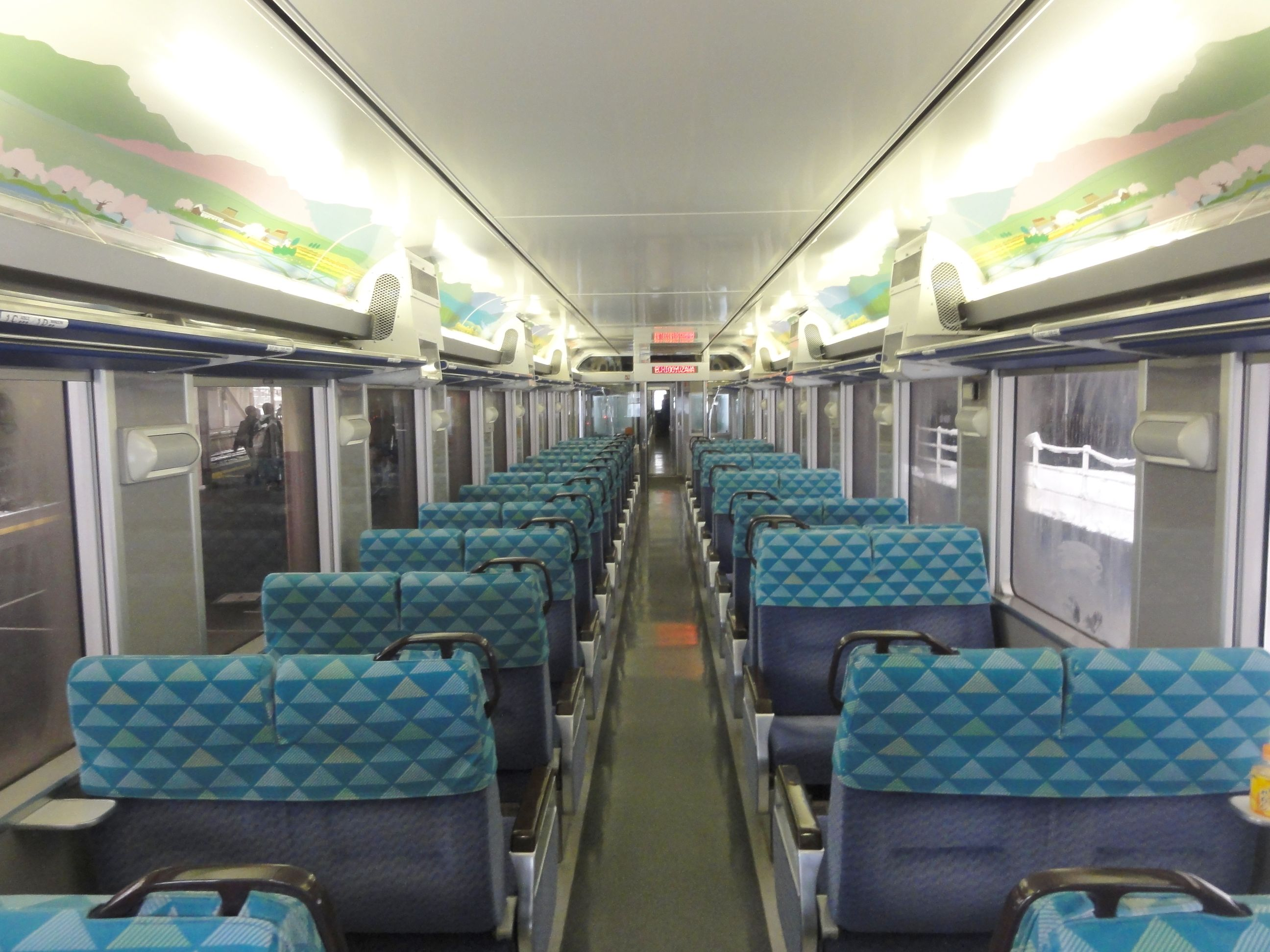
ゆめぞら車内 （2013年12月）
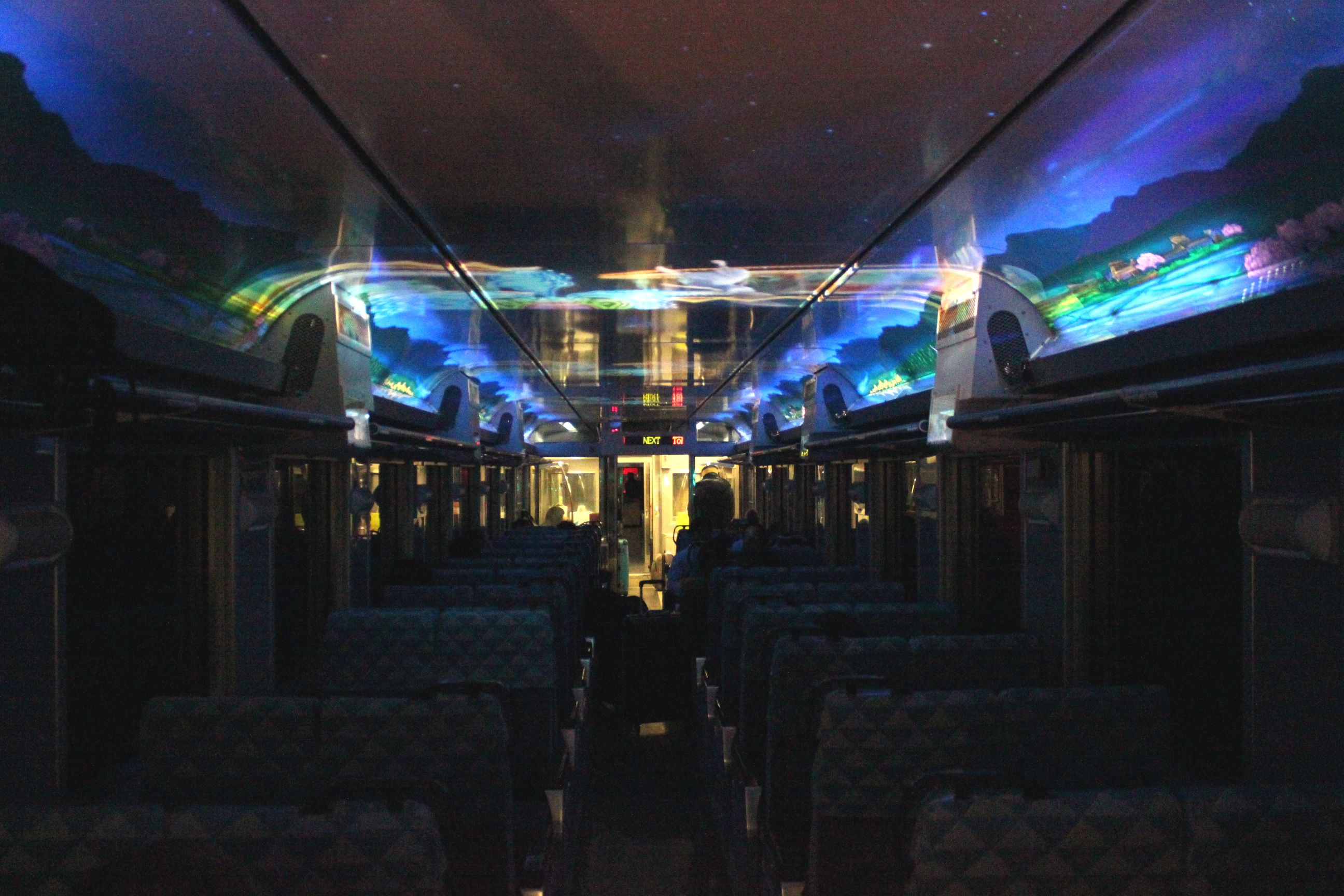
上映中の車内 （2013年12月）
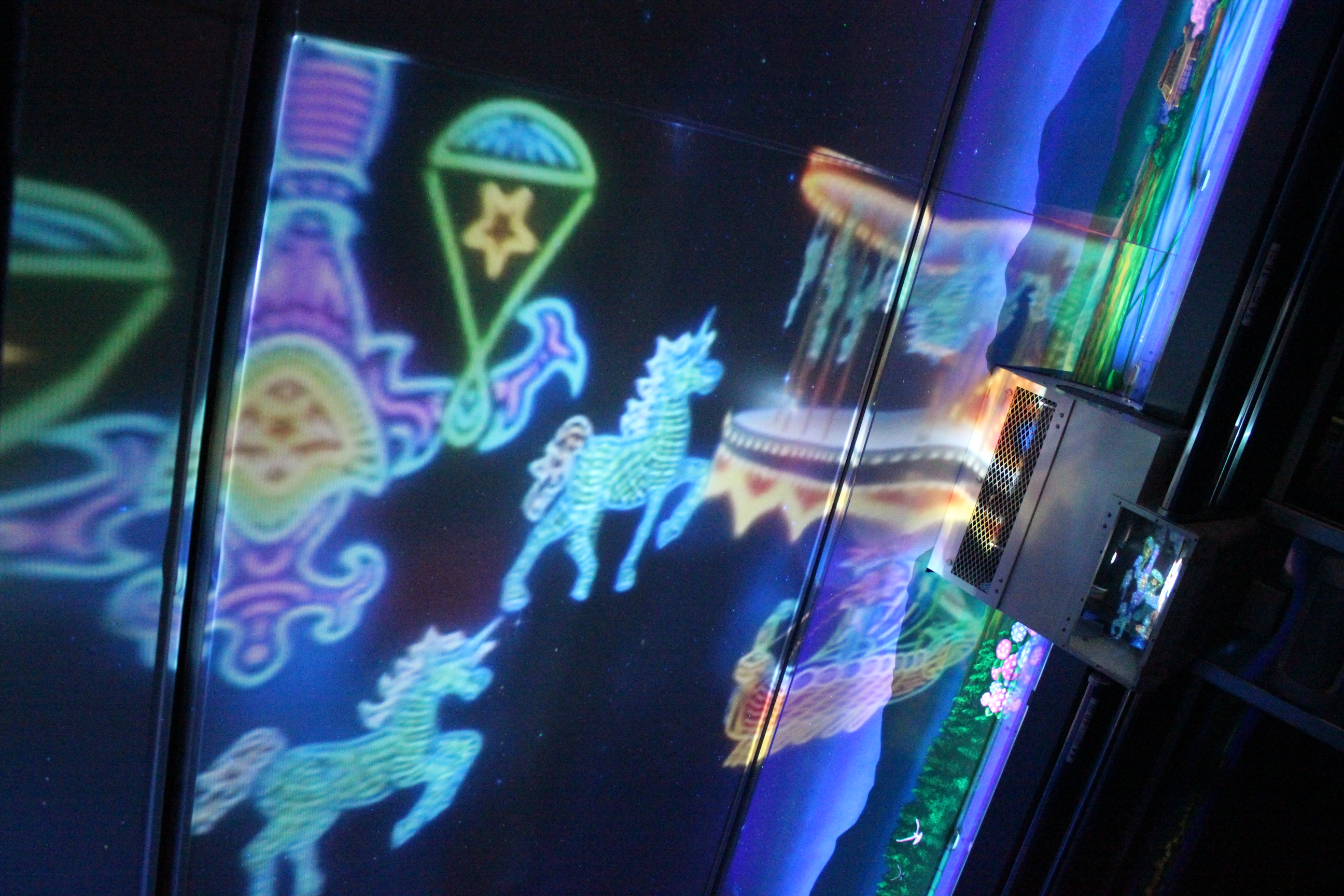
動画の投影の様子 （2013年12月）

### ゆめぞらII
- HK100-8・9

2008年（平成20年）12月13日にHK100-8とHK100-9が「ゆめぞらII」に改造され、同日に六日町駅で催された式典から営業運転を開始した。
「ゆめぞら」からの変更を以下に示す。
- 投影装置を14台の最新型プロジェクタに更新[27]。
- 塗装を100番台に準じたものに変更[27]。

「ゆめぞら」が運転されない平日・土曜は一般車と共通運用される。

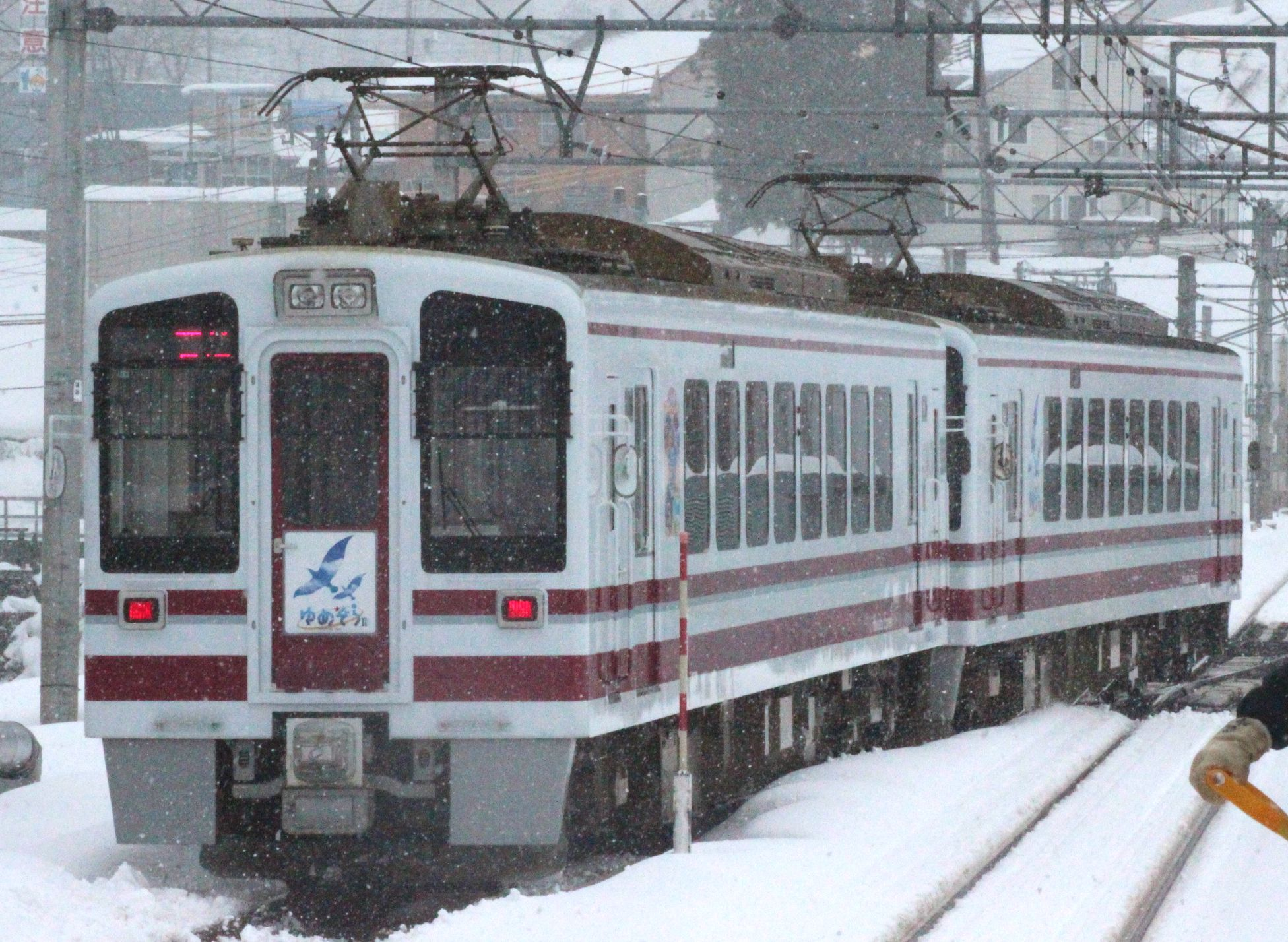
ゆめぞらIIに改造されたHK100-8とHK100-9 （2013年12月）
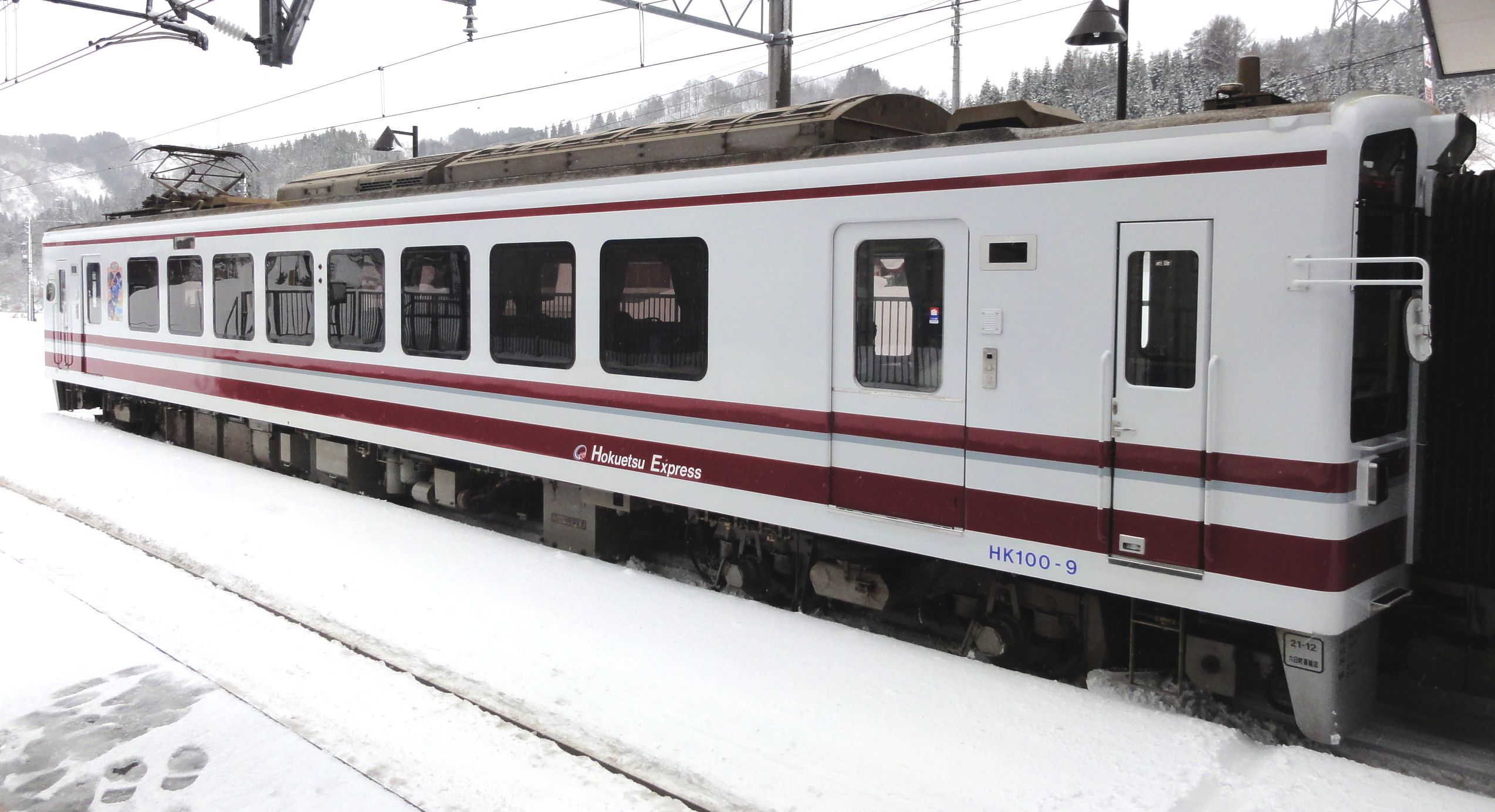
HK100-9（ゆめぞらII改造後） （2013年12月）
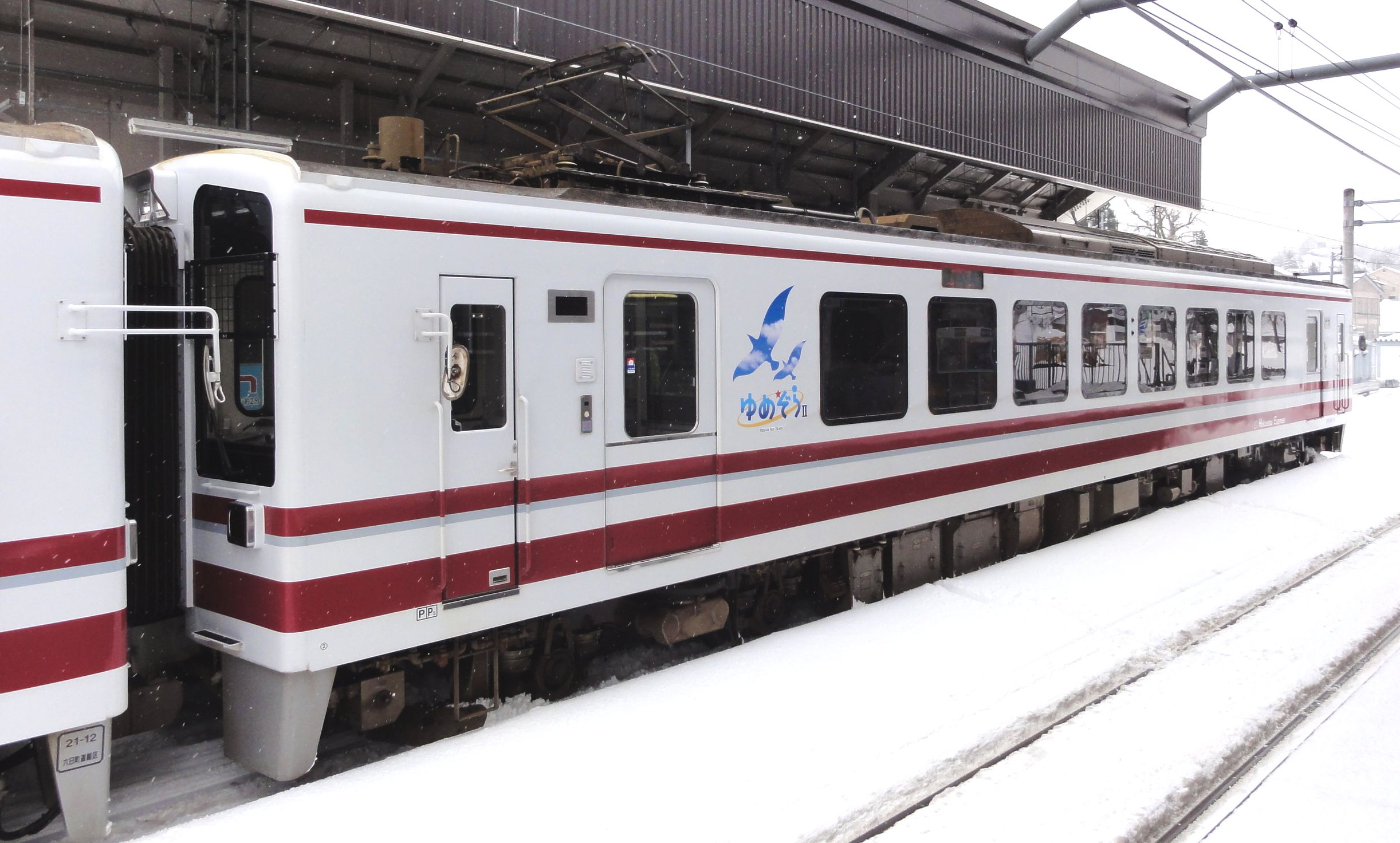
HK100-8（ゆめぞらII改造後） （2013年12月）

### DAICHI号
- HK100-101・102

2018年（平成30年）には大地の芸術祭 越後妻有アートトリエンナーレの第7回開催に合わせ、夜と朝の妻有の森をモチーフとした「DAICHI号」ラッピングがHK100-101・102に施された。
当ラッピングはコスチューム・アーティストひびのこづえ氏による芸術祭作品の一環として行われ、作品ナンバリング「No.T385 10th MARKET」が付されている。
これに合わせ、同年7月29日より芸術祭開催期間中の土日祝日において当ラッピング車両を使用した越後湯沢駅 - まつだい駅間1往復の臨時列車「大地の芸術祭号」が運行されたほか、運行に先立ち同28日には、まつだい駅2番線において「DAICHI号」の事前披露が行われた。HK100-101は2025年4月28日に、HK100-102は2025年5月31日を以て運行を終了した。

HK100-102「DAICHI」ラッピング（2025年5月、直江津）

### 一般車両旧デザイン
- HK100-3・HK100-？

2025年（令和7年）4月17日よりHK100形2両を開業時の旧デザインに復刻変更し、運行を開始した。

HK100-3（2025年5月、直江津）

## 改造

### リニューアル工事
2009年（平成21年）に全般検査を実施したHK100-2の車両劣化状況を調査した結果、2010年（平成22年）より0番台車に全般検査施工と同時にリニューアル工事を開始した。
同年10月16日からHK100-1が営業運転を開始し、本工事は順次実施され、2014年（平成26年）5月までに全車両の施工が完了した。
工事の主な内容を以下に示す。
- 主制御器を更新[36][35]
- 床下機器収納箱を新品に交換[36][35]
- 車体腐食箇所の修繕[36][35]
- 主電動機冷却風取入口を車内に移設[36][35]
- 冷房装置の更新[36][35]
- 塗装変更（100番台車と異なり、帯部が紺色）[36][35]
- HOKUETSU EXPRESSのロゴを小型化[36][35]

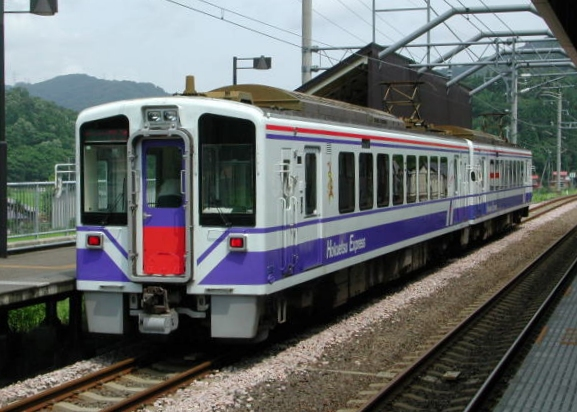
リニューアル工事施工前 （2004年7月、虫川大杉）
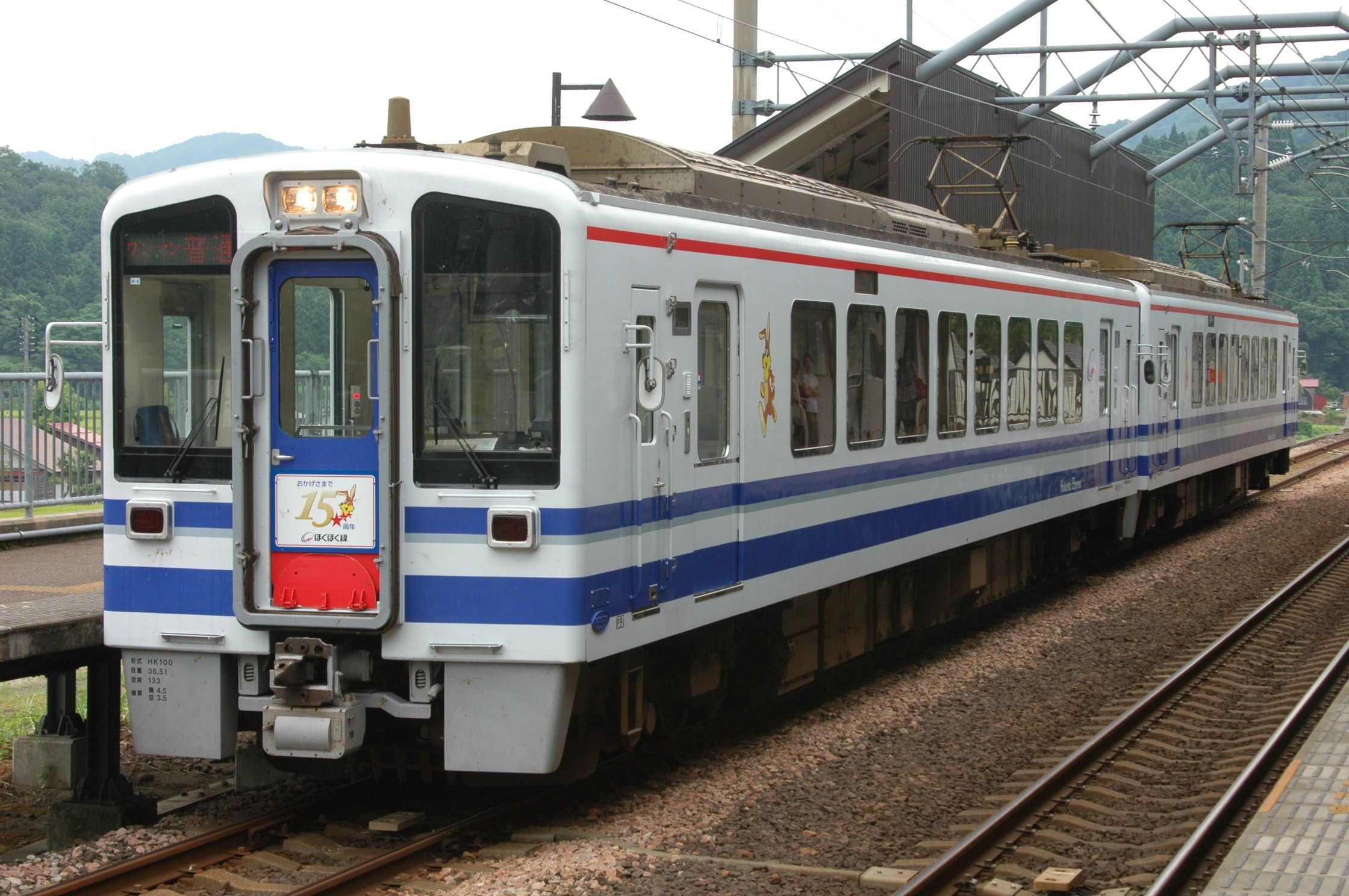
リニューアル工事施工後 （2012年8月、虫川大杉）

またこれに付帯し、2014年度にモニタPC装置の更新にともない、運転台のモニタ装置や行先表示器及び車内の案内表示器が更新され、車内の案内表示器はLCDを採用するものに変更された。
当更新に伴い行先表示器の表示パターンも大幅に変更され、2015年（平成27年）の北陸新幹線開業に伴う超快速「スノーラビット」運行開始や妙高はねうまラインへの直通運転開始に伴う表示もそれぞれ追加されている。

### 貨客混載対応工事

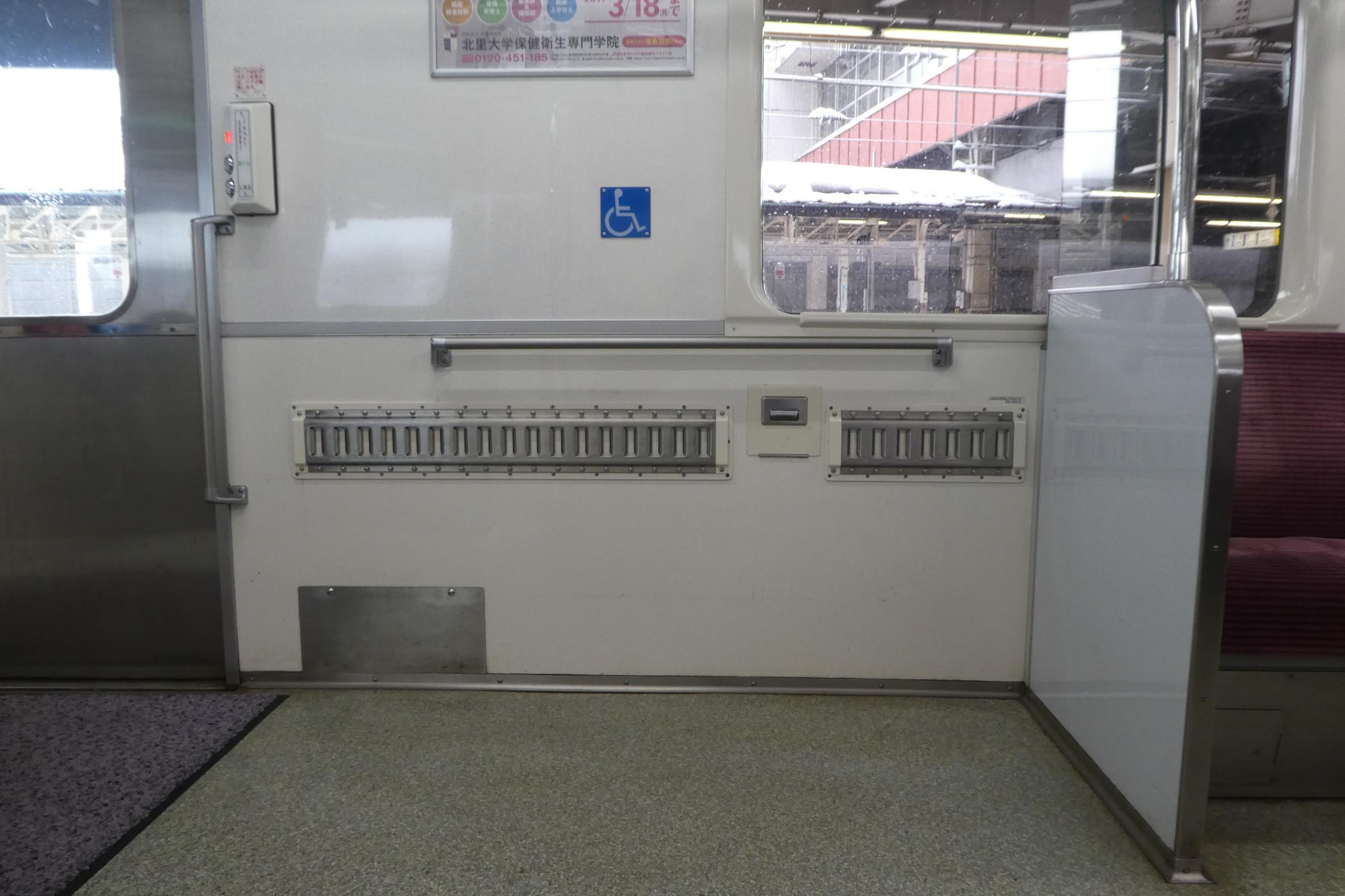
貨物スペース
（2019年2月）

北越急行では、特急「はくたか」廃止後の新たな収入源として、2016年に夜間の一部定期普通列車の六日町駅 - うらがわら駅間にて宅配便の荷物を輸送する、いわゆる「貨客混載」を行うことで佐川急便と合意した。
このため、佐川急便のカーゴ台車を固定可能とする改造を実施している。
改造は、既存の車いすスペース側壁面に佐川急便のトラックで用いられるラッシングレールを追加するもので、カーゴ台車（幅652 mm×高さ1,650 mm×奥行936 mm）2基を搭載可能としており、固定には別途ロープによる固縛も実施している。
なお、貨客混載については、先行して改造されたHK100-10を使用した試運転が2016年11月8日に報道公開され、翌2017年4月19日より運行を開始している。

## 運用

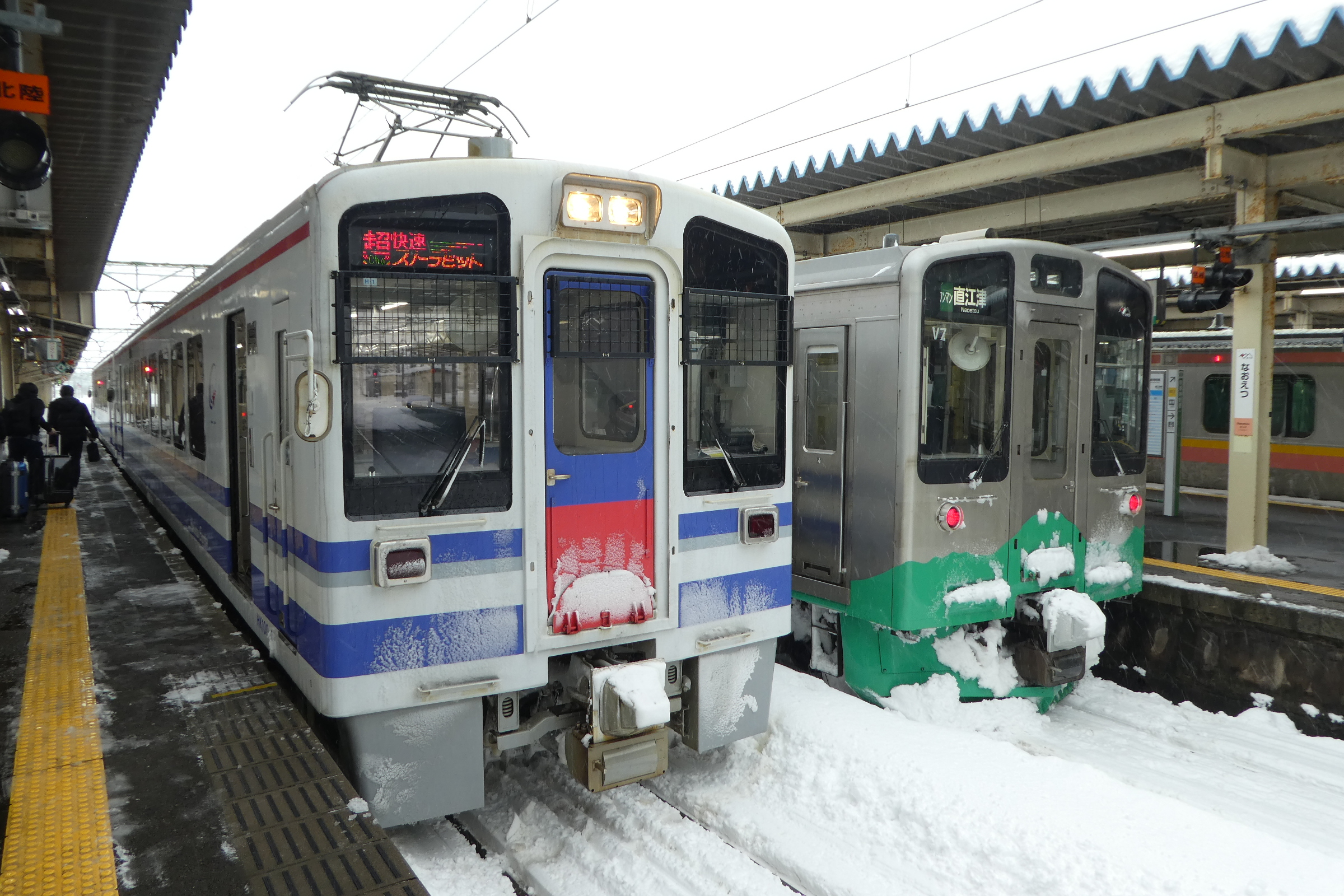
超快速「スノーラビット」での運用
（2018年2月）

0番台10両・100番台2両の計12両が在籍する。
開業以来、特急以外のほくほく線の全定期列車で運用されている。定期列車は1両ないし2両編成での運行だが、回送列車・臨時列車・団体専用列車においてはこの限りではない。
通常は区別されずに運用されるが、市販の時刻表には毎週日曜日に「ゆめぞら」の運用があることが明記されており、当該列車では基本的に「ゆめぞら」のみが運用されている。

### 定期運用区間
- JR東日本上越線（越後湯沢駅 - 六日町駅間）
- 北越急行ほくほく線（六日町駅 - 犀潟駅間）
- JR東日本信越本線（犀潟駅 - 直江津駅間）

なお、ほくほく線はATS-Pを採用しているが、ATS-SNを使用する上越線・信越本線に直通しているため、ATSはP型と、SN形と互換性のあるPs型を搭載する。2023年3月17日まではえちごトキめき鉄道妙高はねうまラインの直江津 - 新井間にも直通していた。
臨時列車や団体専用列車としては、信越本線柏崎 - 犀潟間や上越線越後湯沢 - 水上間、上越線六日町 - 宮内間、信越本線宮内 - 新潟間への入線実績もある。
また、車輪研削の際は長岡車両センターや新潟車両センターに入場するため、各センターまでを回送列車として走行する。

### 雑誌記事
- 日本鉄道車輌工業会『車両技術』通巻212号（1997年2月号）
  - 北越急行 業務部運輸課 佐藤昭　新潟鐵工所 大山工場 設計室 荒井良雄「北越急行HK100形一般形電車」 pp. 46 - 57

- 電気車研究会『鉄道ピクトリアル』通巻644号（1997年10月臨時増刊号）
  - 北越急行 運輸部運輸課車両係 品川孝美「北越急行 HK100形」 pp. 106 - 108
  - 「II 民鉄車両 II-1 車両諸元表」 pp. 174- 176
  - 「II-2 1996年度車両動向 （1）新造車」 pp. 176- 179

- 交友社『鉄道ファン』通巻438号（1997年10月号）
  - 編集部「北越急行車,柏崎まで入線（POST）」 pp. 114

- 日本鉄道運転協会『運転協会誌』通巻485号（1999年11月号）
  - 北越急行 六日町運輸区 検修助役 金井幸男 pp. 42 - 43

- 交友社『鉄道ファン』通巻498号（2002年10月号）
  - 編集部「北越急行「星空イルミネーション電車」」 pp. 78

- 交友社『鉄道ファン』通巻507号（2003年7月号）
  - 編集部「北越急行HK100形100番台」 pp. 130 - 131

- 電気車研究会『鉄道ピクトリアル』通巻825号（2009年10月臨時増刊号）
  - 北越急行 運輸部運輸課 梅澤孝之「HK100-8・HK100-9「ゆめぞらII」」 pp. 135
  - 「民鉄車両諸元表」 pp. 187- 189
  - 「III-2 民鉄車両 各社別新造・改造・廃車一覧」 pp. 216- 229

- 電気車研究会『鉄道ピクトリアル』通巻868号（2012年10月臨時増刊号）
  - 北越急行 運輸部運輸課 菊池章男「HK100形リニューアル工事」 pp. 125 - 126
  - 「民鉄車両諸元表 II新車・改造車（民鉄車両）」 pp. 194- 198
  - 「III-2 民鉄車両 車両データ 2011年度（民鉄車両）」 pp. 220- 231

- 電気車研究会『鉄道ピクトリアル』通巻909号（2015年10月臨時増刊号）
  - 岸上明彦「II-2 民鉄車両 2014年度民鉄車両動向（北越急行）」 pp. 120 - 121

- 交友社『鉄道ファン』通巻670号（2017年2月号）
  - 伊藤久巳「「変ぼうを遂げた北越急行」」 pp. 68 - 73

- 交友社『鉄道ファン』通巻731号（2022年3月号）
  - 寺田裕一「30年前の鉄道風景 国鉄・JR転換線探訪 北越急行」 pp. 98- 103

### Web資料
「快速“上越線ゆめぞら号”運転」『railf.jp（鉄道ニュース）』交友社、2011年11月21日。2023年2月28日閲覧。
“HK100形の若返り”.   北越急行. 2015年1月10日時点のオリジナルよりアーカイブ。2023年2月28日閲覧。
“快速 北越急行20周年記念号 運転”.  鉄道コム (2017年9月8日). 2023年2月28日閲覧。
“佐川、三セク鉄道で宅配便輸送　トラックを代替”.  日本経済新聞. 2022年8月15日時点のオリジナルよりアーカイブ。2023年2月28日閲覧。
「北越急行で「DAICHI号」運転中」『railf.jp（鉄道ニュース）』交友社、2018年8月22日。2023年2月28日閲覧。
“ほくほく線大地の芸術祭ラッピング列車”.   北越急行. 2023年2月14日時点のオリジナルよりアーカイブ。2023年2月28日閲覧。
『2023年3月ダイヤ改正について』（PDF）（プレスリリース）えちごトキめき鉄道、2022年12月16日。オリジナルの2022年12月22日時点におけるアーカイブ。2023年3月19日閲覧。
「北越急行のHK100形の外装がかつてのイベント仕様車両デザインを復刻」『鉄道ホビダス』交友社、2024年5月8日。オリジナルの2024年12月5日時点におけるアーカイブ。2024年12月5日閲覧。
“HK100-10 元祖イベント仕様車両デザインの2両目が塗装を終え、昨日から本線運転！”.   北越急行 (2024年5月29日). 2024年12月5日時点のオリジナルよりアーカイブ。2024年12月5日閲覧。
「北越急行，HK100形一般車両2両を開業当初のデザインに変更」『railf.jp（鉄道ニュース）』交友社、2025年4月16日。2025年6月2日閲覧。
“「一般車両 旧デザイン」11年ぶりの復刻！本日から運行開始！”.   北越急行 (2025年4月17日). 2025年6月2日時点のオリジナルよりアーカイブ。2025年6月2日閲覧。
“【ほくほく線】HK100-102が運用復帰”.   鉄道ホビダズ (2025年5月5日). 2025年6月7日時点のオリジナルよりアーカイブ。2025年6月7日閲覧。
“北越急行の「DAICHI号ラッピング（HK100-102）」が営業運行を終了”.   鉄道ホビダズ (2025年6月2日). 2025年6月7日時点のオリジナルよりアーカイブ。2025年6月7日閲覧。
“HK100形（北越急行）”.   北越急行. 2023年2月15日時点のオリジナルよりアーカイブ。2023年2月27日閲覧。
“よくあるご質問（北越急行）”.   北越急行. 2022年12月22日時点のオリジナルよりアーカイブ。2023年2月27日閲覧。